# Гюльцов (Мекленбург-Передня Померанія)
Гюльцов (нім. Gülzow) — громада в Німеччині, розташована в землі Мекленбург-Передня Померанія. Входить до складу району Мекленбургіше-Зенплатте. Складова частина об'єднання громад Штафенгаген.
Площа — 12,00 км2. Населення становить 407 ос. (станом на 31 грудня 2020).